# Władysław Ślewiński
Władysław Ślewiński (Białynin, distretto Sochaczew, 1º giugno 1856 – Parigi, 24 marzo 1918) è stato un pittore polacco.
Fu uno degli studenti di Gauguin ed artista di primo piano del movimento della Giovane Polonia.

## Biografia
Władysław Ślewiński si dedicò alla gestione dei suoi beni in Polonia prima di viaggiare a Parigi nel 1888. Una volta giunto in Francia studiò presso l'Académie Colarossi dove incontrò Gauguin. L'impatto che questo incontro ebbe su di lui e l'incoraggiamento di Gauguin spinsero Slewinski a dedicarsi all'arte. Trascorse molto tempo con Gaugin a Parigi e, dal 1889, a Pont-Aven e Le Pouldu, in Bretagna.
Nel 1891 Gauguin dipinse un ritratto di Slewinski. Durante questo periodo Slewinski espose a Parigi, con un certo successo, sia al Salon des indépendants (1895-1896) che presso la Galerie Georges Thomas (1897-1898).